# Museo de Huesca
Museo de Huesca – muzeum mieszczące się w Huesce w regionie Aragonii. Znajdująca się w nim kolekcja obejmuje sztuki piękne i archeologię. Główną siedzibą muzeum są budynki dawnego Uniwersytetu Sertoriańskiego i Pałacu Królów Aragońskich z XII wieku. 
Dzieła sztuki pochodzą głównie z aragońskich klasztorów przejętych przez państwo w czasie nacjonalizacji i sprzedaży majątków kościelnych (tzw. dezamortyzacji Mendizábala 1836–1837). Muzeum powstało dzięki wsparciu malarza Valentína Carderery, który nadzorował jego założenie i przekazał mu swoją prywatną kolekcję. W muzeum znajdują się dzieła Francisca Goi (m.in. Antonio Veyán y Monteagudo i ryciny) oraz szkice przygotowawcze do obrazu Dzwon z Hueski José Casady del Alisala.